# Irwin (Pennsilvània)
Irwin és una població dels Estats Units a l'estat de Pennsilvània. Segons el cens del 2000 tenia 4.366 habitants.

## Demografia
Segons el cens del 2000, Irwin tenia 4.366 habitants, 2.084 habitatges, i 1.131 famílies. La densitat de població era de 1.915,6 habitants per quilòmetre quadrat.
Dels 2.084 habitatges en un 25,1% hi vivien nens de menys de 18 anys, en un 38,8% hi vivien parelles casades, en un 12% dones solteres, i en un 45,7% no eren unitats familiars. En el 39,5% dels habitatges hi vivien persones soles el 15,1% de les quals corresponia a persones de 65 anys o més que vivien soles. El nombre mitjà de persones vivint en cada habitatge era de 2,09 i el nombre mitjà de persones que vivien en cada família era de 2,83.
Per edats la població es repartia de la següent manera: un 20,9% tenia menys de 18 anys, un 8,9% entre 18 i 24, un 32,7% entre 25 i 44, un 21,2% de 45 a 60 i un 16,4% 65 anys o més.
L'edat mediana era de 37 anys. Per cada 100 dones de 18 o més anys hi havia 85,1 homes.
La renda mediana per habitatge era de 32.758 $ i la renda mediana per família de 41.947 $. Els homes tenien una renda mediana de 31.901 $ mentre que les dones 23.519 $. La renda per capita de la població era de 18.722 $. Entorn del 6,6% de les famílies i el 8,8% de la població estaven per davall del llindar de pobresa.

## Poblacions més properes
El següent diagrama mostra les poblacions més properes.